# Chapelle Sainte-Anne de Sigolsheim
La chapelle Sainte-Anne est un monument historique situé à Sigolsheim, dans le département français du Haut-Rhin.

## Localisation
Ce bâtiment est situé rue de Bennwihr et rue Sainte-Anne à Sigolsheim.

## Historique
Cette chapelle, dédiée à sainte Anne, date des XIVe – XVe siècles, et XVIIe – XVIIIe siècles. L'édifice fait l'objet d'une inscription au titre des monuments historiques depuis 1938.